# 暗棋
暗棋（アンチー、あんき）は、半棋または盲棋とも呼ばれ、2人で行う中国の盤上遊戯である。4x8の升目、またはシャンチーの盤の半分を用いる。ゲームにかかる時間は通常10分から20分であるが、高度なゲームは1時間以上かかることもある。暗棋はソーシャルゲームであり、真剣な競技としてよりは、遊びとして行われる。このゲームのより本式な版が闘獣棋・軍棋などに発展した可能性がある。

## 道具

### 盤
暗棋専用の盤は存在しないが、シャンチーの盤の半分を使って遊ぶのが普通である（通常は河の片側だけを使用する）。

### 駒
暗棋はシャンチーの駒を使用する。駒を裏返したときに、駒の裏から何の駒であるかがわからないようにしなければならない。裏側に国際化した絵が描いてある駒は使えない。各競技者は、7種16枚の駒を動かす。普通の駒では、片方の競技者の駒が赤く、もう一方の競技者の駒が黒い。文字はここに書かれているものと異なる場合がある。詳細はシャンチーを参照。
| 駒の名前                     | 駒の数 | 注                                             |
| ---------------------------- | ------ | ---------------------------------------------- |
| 帥（シュワイ）・将（ジャン） | × 1    | 最高位。兵以外のすべての駒を取ることができる。 |
| 仕・士（シー）               | × 2    | 台湾ルールでは2番目に強い。                    |
| 相・象（シャン）             | × 2    |                                                |
| 俥・車（チュー）             | × 2    | 香港ルールでは2番目に強い。                    |
| 傌・馬（マー）               | × 2    |                                                |
| 兵（ピン）・卒（ツー）       | × 5    | 最低位だが、帥（将）を取ることができる。       |
| 炮・砲（パオ）               | × 2    | 台湾ルールでは特別な能力を持つ。               |

## ゲームのルール
32枚の駒をまぜて、裏返しのまま盤の升目に置く。駒はシャンチーが線の交点に置くのと異なり、将棋やチェスとおなじように升目の中に置く。
ひとりがまず1枚の駒をめくって表に向ける。先手が表に向けた駒の色が、先手側の色となる。もうひとりが次の手を指し、あとはゲーム終了まで交代に手を指す。
片方の競技者が駒を動かせなくなると、そこでゲームは終了し、動かせなくなった側の負けになる。もっとも多いのは、すべての駒が取られて、動かす駒がなくなってしまう場合である。しかし、すべての駒が敵の駒に囲まれてしまって動けなくなる場合も存在する。

## 指し方
3種類の手がある。競技者は駒を表返すか、駒を動かすか、敵の駒を取ることができる。1回に複数の駒を取れる変種も存在する。

### 駒を表返す
裏返った駒がある場合、それをめくることができる。めくってみるまでは、その駒が自分の駒か敵の駒かはわからない。表になった駒は動かしたり、ほかの駒を取ったり、取られたりすることができる。裏返った駒を取ることのできる変種も存在する。

### 駒の移動
競技者は、自分の色の、表になった駒だけを動かすことができる。
シャンチーと異なり、すべての駒で動きは同じである。駒は縦横に1マスずつ動かすことができる。駒の進路に別な駒がすでにいる場合、その駒を取ることができる場合をのぞいて、そこに移動することはできない。
すべての駒は、動くときと取るときで同じ動きをする（台湾ルールでの炮を除く）。

### 敵の駒を取る
競技者は、表になった自分の色の駒で、表になった敵の色の駒を取ることができる。取った駒は盤上から除いて、取られた駒がもといた場所には取った駒が置かれる。
駒には強さの順位があり、帥（将）がもっとも強く、兵（卒）がもっとも弱い。1つの例外をのぞいて、強い駒で弱い駒を取ることはできるが、逆はできない。たとえば、車は馬を取れ、将は車も馬も取れるが、馬で車を取ったり、馬や車で将を取ったりすることはできない。唯一の例外は帥（将）と兵（卒）の場合で、将は卒を取れず、卒は将を取ることができる。この逆転は軍人将棋に似ている。自分と同じ順位の駒は取ることができる。
香港ルールの駒の順位は以下のとおりである: 将、車、馬、炮、士、象、卒。この順位はおおむねシャンチーの駒の価値に対応している（馬と炮のどちらが価値が高いかは議論の余地があるが）。駒を取るときの動きは、単に動かすときと変わらない（上下左右に1マスずつ動く）。
台湾ルールでは、駒の順位は以下のとおりである: 将、士、象、車、馬、卒。この順位はシャンチーの駒の初期配置をもとにしている。ただし車と馬の順位は逆になっている。炮以外の駒では、駒を取るときの動きは単に動かすときと変わらない（上下左右に1マスずつ動く）。炮は特殊で、通常の駒の順位に含まれていない。炮はどの種類の駒も取ることができるが、兵（卒）をのぞく任意の駒から取られる。炮が駒を取るときの動きはシャンチーとおなじで、縦横にいくらでも直進して、中間にあるひとつの駒を飛びこえて取る。炮と取られる駒の間には、中間のひとつの駒以外の駒があってはならない。中間にある駒は敵の駒でも味方の駒であってもかまわないし、表になっていても裏返っていてもかまわない。炮はどんな駒でも取ることができるが、必ず中間に駒がなければならない。したがって、炮はすぐ隣の升目にある駒を取ることができない。
炮で駒を取るルールについては、ほかにもさまざまな変種ルールをつけ加えることができる。
- ある変種では、中間の駒がなくても、兵（卒）やほかの炮を直接に炮で取ることができる。いいかえると、炮はほかの駒とおなじようにふるまい、その順位は馬と卒の間にくるが、ほかの駒を飛びこえて取る機能がつけ加えられたものとしてふるまう。
- 別のよくある変種では、裏返った駒を取ることができる。この場合、裏返った駒が実際に取れる場合には取るが、駒の順位が高くて取れない場合には、その駒を表にするだけで、どの駒も動かさない。
- 子供向けのよくある変種では、表になった駒でも裏返った駒でも、取ることができるかぎり、1回に複数回駒を取ることができる。
- 戦略に影響をもたらす可能性のある変種としては、炮は中間駒として裏返った駒を使うことができないが、1回で複数の駒を取れるというものがある。この変種では、炮は裏返った駒を取ることはできない。

大陸ルールは台湾と同様であることが多い。

### 千日手
千日手は、ひとりの競技者が循環した動きを強制した場合に起きる。典型的な千日手は、片方がくりかえし敵の駒を攻撃するが、それが取れない場合である。千日手の判定は地域差がある。
- 千日手が禁止されていると考える人がある。これはシャンチーで連続攻撃が攻撃している側の負けになるルールと一貫している。

- 千日手が合法的な戦略であると考える人もある。そうしなければ負けになるゲームを千日手にする能力は、千日手をかけられた側が引き分けるか駒を捨てるかを受け入れる必要があるのだから、技術で運を克服する方法のひとつである。その上、千日手の状況を扱うのには、勝っている側にもスキルが必要である。千日手の可能性を振り落とす必要性は、さもなくば一方的な勝利に対して刺激を与えてくれる。駒を捨てても勝てるかどうかを判断するには、相当の技量を必要とする。

千日手が許されるゲームは、五分の戦いが増える傾向がある。一方的なゲームが、千日手を避けるために駒を捨てることにより、しばしばおもしろい試合に変化する。
コンピュータ上の暗棋プログラムでは、駒をめくったり取ったりしないまま互いに数十手進行すると、自動的に引き分けになることがある。

## 戦術
初期行動
台湾ルールでは、先手がわずかに不利をこうむる。もし炮を最初に表にしてしまったら、相手はその隣にある駒を表にすることで、自分の駒を取られるリスクなしに炮を取ってしまえる可能性が高い。最初に表にした駒が炮でなければ、相手はその駒からひとつ飛んで隣の駒を表にできる。その駒が炮ならば、それで先手の駒を取ることができるし、そうでなくてもその駒はすぐに取られることはない。慣習として、新しい参加者は、前のゲームの敗者にわずかな利益を与えるために先手になる。
偶然性
最初はすべての駒が裏返されているため、初期に戦略を立てることは困難である。熟練した競技者にとって、勝つための決まった戦略に頼ることができないため、これは不利益となる。
王
帥（将）が取られてもゲームは終わりではない。実際、通常はゲームがおわるはるか前に双方の帥・将は死んでしまう。ゲームは片方が何も動かすことができなくなった時にはじめて終了する。暗棋は消耗戦である。
兵
兵（卒）は5枚ずつあるため、帥（将）は攻撃を受けやすく、しばしば帥（将）は兵（卒）の前で無力である。このため、2番目に強い駒（香港では車、台湾では士）が多くのゲームではもっとも強力な駒になる。
相手はしばしば兵を重要でない駒と考えているが、敵の兵をさがして抹殺することはしばしば利益をもたらす。敵の兵を全滅させてしまえば、将は比較的安全に盤上を動くことができる。危険なのは炮と敵の将による攻撃のみである。
炮
台湾ルールでは、炮は強力な駒の後ろに隠れることによって恐ろしい性能を発揮する。その場合、炮は将よりも士よりも強くなる。とくに敵の将と士の動きの方向が制限されている（炮の攻撃を横によけることができない）ときはそうである。その一方、敵は炮の隣に進むことさえできれば、炮を取ることのできる駒を大量に持っているので、よくない場所に置かれた炮は通常短命である。たいていの競技者は馬・車・象などを犠牲にしても炮を取ろうとする。
隠し駒
ゲームはしばしば裏返しの駒に左右される。「トンネル」（幅が1の空いた升目があり、そのまわりに裏返しの駒がある）の袋小路にはいった駒は、敵の駒に追いかけられたときに攻撃を避けられないため、危険である。
自分と敵のあいだに十分なスペースがあるときには、敵が近づくまでの間に裏返しの駒を表返す時間がある。少なくとも 2x2 の大きさの空いた升目があれば、その空間を敵の攻撃に対して横に逃げまわるために使うことができる。トンネルの曲がり角の内側の駒を表にすることで 2x2 のスペースを作ることができることがある。トンネルの壁に穴をあけて、その向こうの空いたスペースに出られることもある。
裏返しになっている駒の種類が何であるかを知っておくことは、しばしば重要になる。通常これは死んだ駒の「墓場」と、生きている駒とを調べることで可能になる。
投了
競技者は、ゲームが一方的であると見れば、投了できる。
消耗戦
同じ順位の駒を交換することは、勝っている側の得になる。じゅうぶん優勢な側は、うまく駒を選べば、たとえ損な交換であっても、交換することで勝利を早めることができる。
ゲームの目的
もっとも早く勝つ（または千日手を回避する）手段は、重要な駒を捨てることであることが多い。そういう手はしばしば見落される。
逃避
ある競技者は、敵の勝利をできるだけ困難にすることに快楽を見いだす。別の競技者は、負ける前にどれだけ敵の駒を取れるかを競う。別の競技者は、負けが明かになるとさっさと投了して次のゲームをはじめようとする。
手番
手番は、特に終局では重要である。将と兵がひとつずつ、空マスひとつをはさんで対峙している場合、次がどちらの番であるかが決定的に重要となる。兵の番であるならば千日手になるが、将の番であるならば必ず取られてしまう。
固定
相手の駒を盤の端に固定することは比較的簡単である。駒を固定されているかどうかで負けと千日手の違いが発生することが多い。

## 象虎獅豹狗狼猫鼠
象虎獅豹狗狼猫鼠は暗棋の変形で、シャンチーの駒のかわりに闘獣棋の駒を用いる。盤は4×4の16マスのものを使う。駒の順位は闘獣棋と同じで、それ以外のルールは基本的に暗棋と同様である。
ほかに、軍棋でも最初に駒を裏返しておいて、暗棋と同様にめくっていく変種が存在する。